# Annette
Annette (andere Schreibweisen Anette, Annete und Anete) ist ein weiblicher Vorname.

## Herkunft und Bedeutung des Namens
Französische Koseform von Anna, was wiederum eine Abwandlung des hebräischen Namens Hannah ist. Bedeutung: Gnade, Anmut bzw. die Gnädige, die Anmutige.

## Verbreitung
Der Name Annette (Anette) war vor 1940 praktisch ungebräuchlich in Deutschland. Dann begann seine Popularität anzusteigen, so dass sich der Name Mitte der sechziger Jahre einige Male unter den 20 häufigst vergebenen Mädchenvornamen befand. Ab Mitte der Siebziger ging seine Beliebtheit deutlich zurück, seit Mitte der Neunziger ist er wieder sehr selten geworden.

## Namenstag
13. Juni, 16. Juni, 17. Juli, 26. Juli, 24. Oktober

## Namensträgerinnen

### Anette
- Anette Brandhorst (1936–1999), deutsche Kunstsammlerin
- Anette Göttlicher (* 1975), deutsche Journalistin und Autorin
- Anette Lenz (* 1964), deutsche Grafikdesignerin
- Anette Olzon (* 1971), schwedische Sängerin
- Anette Rein (* 1955), Ethnologin und Museumsdirektorin
- Anette Strohmeyer (* 1975), deutsche Autorin

### Annette
- Annette von Aretin (1920–2006), deutsche Fernsehansagerin
- Annette Bening (* 1958), US-amerikanische Schauspielerin
- Annette von der Bey (* 1965), deutsche Malerin und Illustratorin
- Annette Dasch (* 1976), deutsche Opern-, Konzert- und Liedersängerin
- Annette von Droste-Hülshoff (1797–1848), deutsche Schriftstellerin und Komponistin
- Annette Focks (* 1964), deutsche Komponistin
- Annette Frier (* 1974), deutsche Schauspielerin und Komikerin
- Annette Fugmann-Heesing (* 1955), deutsche Politikerin
- Annette Funicello (1942–2013), US-amerikanische Sängerin und Schauspielerin
- Annette Hess (* 1967), deutsche Drehbuchautorin
- Annette Huber-Klawitter (* 1967), deutsche Mathematikerin
- Annette Humpe (* 1950), deutsche Pop-Musikerin und Musikproduzentin
- Annette Kerckhoff (* 1965), Fachjournalistin für Gesundheit und Medizin
- Annette Kolb (1870–1967), deutsche Schriftstellerin
- Annette Kreft (* 1954), deutsche Schauspielerin
- Annette Kurschus (* 1963), deutsche evangelische Theologin, Vorsitzende des Rates der EKD
- Annette Lu (* 1944), chinesische Politikerin
- Annette Mehlhorn (* 1958), deutsche Theologin, Hochschuldozentin und Theaterpädagogin
- Annette Messager (* 1943), französische Malerin, Fotografin und Installationskünstlerin
- Annette Michler-Hanneken (* 1963), deutsche Kunstturnerin
- Annette Milz (* 1961), deutsche Journalistin und Chefredakteurin
- Annette Mingels (* 1971), deutsche Schriftstellerin
- Annette Obrestad (* 1988), norwegische Pokerspielerin und Webvideoproduzentin
- Annette Pehnt (* 1967), deutsche Schriftstellerin
- Annette Reineke (* 1968), deutsche Phytomedizinerin
- Annette Schavan (* 1955), deutsche Politikerin
- Annette Schmucki (* 1968), Schweizer Komponistin
- Annette Zippelius (* 1949), deutsche Physikerin

#### Kunstfigur
- Annette, ein Heldinnenepos, Roman von Anne Weber aus dem Jahr 2020

## Varianten
Aneta, Anete, Anetka, Anett, Annetka, Annett